# Jacqueline Todten
Jacqueline Todten, född den 29 maj 1954 i Berlin, Tyskland, är en östtysk friidrottare inom spjutkastning.
Hon tog OS-silver på i spjutkastning vid friidrottstävlingarna 1972 i München. 